# Gérard de Turnhout
Gérard de Turnhout (flämisch: Geert van Turnhout; * um 1520 in Turnhout; † 15. September 1580 in Madrid) war ein franko-flämischer Komponist, Sänger und Kapellmeister der Renaissance.

## Leben und Wirken
Über die frühen Jahre und die Ausbildungszeit von Gérard de Turnhout gibt es keine Informationen. Er hatte einen jüngeren Bruder, Jean de Turnhout, der auch Komponist wurde. Um das Jahr 1545 tritt Gérard erstmals in Erscheinung, und zwar als Chorsänger an der Liebfrauenkirche in Antwerpen; dort wurde er am 13. April 1558 zum vicarius chori (Chorleiter) ernannt. Ein weiteres Jahr später, am 3. April 1559, wurde er Kapellmeister an der Kathedrale Saint-Gommaire in Lierre. Nach drei weiteren Jahren (1562) kehrte er an die Liebfrauenkirche Antwerpen zurück und übernahm die Position eines Musikmeisters (maître de musique). Neben dieser Tätigkeit wirkte er von 1569 bis 1572 als Kaplan der Lehrerzunft dieser Stadt. Als Margarethe von Österreich, die Regentin der Niederlande, im Jahr 1564 in Antwerpen einzog, schrieb der Komponist zu diesem Anlass ein Te Deum. Nach den religiösen Unruhen des Jahres 1566 hatten Bilderstürmer die Musiksammlung und die Orgeln der Kathedrale zerstört; Gérard de Turnhout beteiligte sich an der Beseitigung der Schäden und deren Wiedergutmachung. Er hatte auch den Vorsitz in der Kommission, welche die neuen Orgeln von Gillis Brebos überprüft hatte.
Fernando Álvarez de Toledo, der 3. Herzog von Alba, engagierte den Komponisten am 2. Mai 1571 als Kapellmeister von König Philipp II. von Spanien in Madrid für dessen Capilla flamenca als Nachfolger von Jean de Bonmarché, der kurz zuvor verstorben war. Turnhout reiste in Begleitung einiger Chorknaben, unter ihnen Jean Leroy und Philippe Rogier, nach Spanien und trat dort 1572 seine neue Stelle an. Es gibt Berichte, dass er vom König sehr geschätzt wurde und Inhaber zahlreicher Pfründen war, darunter in Anderlecht, Béthune, Tournai und Namur. In diesem Amt blieb er bis zu seinem Tod im September 1580; sein Nachfolger wurde George de La Hèle.

## Bedeutung
Die einzige Messe von Turnhout, „O Maria vernans rosa“, fällt durch ihre beachtliche Länge auf. Melodische Motive in dieser Komposition erinnern an den Hymnus „Ave maris stella“ und an die Antiphon „Assumpta est Maria“. Im Agnus Dei dieser Messe werden diese beiden wichtigen Motive gleichzeitig eingesetzt. Die Sammlung „Sacrarum ac aliarum cantonum“ ist dem Antwerpener Notar Adrian Dyck gewidmet und enthält Tischgebete, Gesänge zu Advent, Weihnachten und die Fastenzeit sowie Sätze zum „Lied der Lieder“ und einen Dankgesang, der sich auf die Loyalität des Komponisten zum spanischen König bezieht. Seine Motetten sind weitgehend imitativ gestaltet, während die französischen Chansons Melodien in rascher Bewegung besitzen.

## Werke (mit Erscheinungsort und -jahr)
- Te Deum, Antwerpen 1564
- „Liber primus sacrarum cantionum“ zu vier bis fünf Stimmen, Löwen 1568, gedruckt von Pierre Phalèse
- „Sacrarum ac aliarum cantonum trium vocum“ zu drei Stimmen, Löwen 1569 (Inhalt: 20 Motetten, 2 französische Chansons sacrées und 18 weltliche französische Chansons)
- Missa „O Maria vernans rosa“ zu fünf Stimmen, Löwen 1570
- 3 lateinische Chansons zu zwei Stimmen und 11 französische Chansons zu zwei Stimmen, Löwen / Antwerpen 1571
- 4 flämische Chansons zu vier bis fünf Stimmen, Löwen 1574
- 8 französische Chansons zu drei Stimmen, Löwen 1574
- 7 französische Chansons sacrées zu drei Stimmen, Genf 1577